# Абдрахманов, Ханиф Хазигалеевич
Ханиф Хазигалеевич Абдрахманов (тат. Хәниф Хаҗигали улы Габдерахманов; 25 декабря 1925, Урняк, Башкирская АССР — 23 апреля 1999, Уфа) — участник Великой Отечественной войны, полный кавалер ордена Славы.

## Биография
Родился 25 декабря 1925 года в деревне Урняк (ныне — Альшеевского района Башкортостана). Татарин.
Окончил 2 курса Давлекановского педагогического училища.

### Участие в Великой Отечественной войне
В феврале 1943 года Альшеевским райвоенкоматом Башкирской АССР был призван в ряды РККА, с июня — в боях на фронтах Великой Отечественной войны. Принимал участие в освобождении Калуги и Рославля. Был трижды ранен.
26 июня 1944 года красноармеец Ханиф Абдрахманов при форсировании реки Реста юго-восточнее города Могилёв в составе расчёта вёл огонь прямой наводкой, уничтожив много живой силы гитлеровцев, чем обеспечил успешное продвижение своего полка и последующее взятие населённого пункта Горбовичи.
Указом Президиума Верховного Совета СССР от 28 июня 1944 года «за образцовое выполнение заданий командования в боях с немецко-фашистскими захватчиками» красноармеец Ханиф Хазигалеевич Абдрахманов награждён орденом Славы 3-й степени.
17 июля 1944 года в бою у деревни Погараны (Белостокская область) ефрейтор Ханиф Абдрахманов во время контратаки гитлеровцев силой до двух батальонов пехоты при поддержке шести штурмовых орудий уничтожил несколько десятков гитлеровцев и одно штурмовое орудие, за что был 15 августа 1944 года вновь награждён орденом Славы 3-й степени.
В 1944 году вступил в ВКП(б).
13 февраля 1945 года в бою восточнее населённого пункта Тухель (сейчас — город Тухоля, Польша) Ханиф Абдрахманов уничтожил вражескую огневую точку, а 15 февраля того же года около населённого пункта Тухель захватил с двумя бойцами наблюдательный пункт, с помощью которого впоследствии корректировал огонь батареи.
Указом Президиума Верховного Совета СССР от 12 апреля 1945 года «за образцовое выполнение заданий командования в боях с немецко-фашистскими захватчиками» сержант Ханиф Хазигалеевич Абдрахманов награждён орденом Славы 2-й степени.

## Послевоенная биография
После демобилизации Ханиф Абдрахманов вернулся на свою родину — в Башкирскую АССР. В 1947 году окончил Давлекановское педагогическое училище, в 1950 году — исторический факультет Башкирского государственного педагогического института. Работал учителем истории в Альшеевском районе, затем — в Уфе.
Более двадцати лет был секретарём партийной организации, читал лекции в обществе «Знание».
Указом Президиума Верховного Совета СССР от 27 февраля 1958 года «за образцовое выполнение заданий командования в боях с немецко-фашистскими захватчиками» Ханиф Хазигалеевич Абдрахманов перенаграждён орденом Славы 1-й степени.
Капитан в отставке Ханиф Хазигалеевич Абдрахманов умер 23 апреля 1999 года. Похоронен в Уфе на Южном кладбище.

## Память
В Уфе на фасаде дома № 84 по улице Цурюпы, где жил Ханиф Абдрахманов, установлена мемориальная доска.

## Награды и титулы
- орден Отечественной войны 1-й степени
- Орден Славы трёх степеней
- медали
- Отличник народного образования РСФСР
- Почётный знак ЦК ВЛКСМ
- три Почётные грамоты ЦК ВЛКСМ.